# Laskowicze Wielkie
Laskowicze Wielkie (biał. Вялікія Лясковічы, Wialikija Laskowiczy; ros. Большие Лесковичи, Bolszyje Leskowiczi) – wieś na Białorusi, w obwodzie brzeskim, w rejonie bereskim, w sielsowiecie Siehniewicze.

## Historia
W XIX i w początkach XX w. wieś i folwark położone w Rosji, w guberni grodzieńskiej, w powiecie prużańskim, w gminie Czerniakowo.
W dwudziestoleciu międzywojennym leżały w Polsce, w województwie poleskim, w powiecie prużańskim, do 22 stycznia 1926 w gminie Czerniaków, następnie do 1 kwietnia 1932 w gminie Międzylesie i od 1 kwietnia 1932 w gminie Siechniewicze. W 1921 miejscowość liczyła 443 mieszkańców, zamieszkałych w 87 budynkach, w tym 288 Białorusinów i 155 Polaków. 423 mieszkańców było wyznania prawosławnego i 20 mojżeszowego.
W II Rzeczypospolitej na wschód od wsi znajdowała się osada wojskowa, nosząca według różnych źródeł nazwę Laskowicze lub Laskowicze Wielkie i administracyjnie przynależna do tych samych jednostek co wieś. W 1921 liczyła ona 27 mieszkańców, zamieszkałych w 1 budynku, wyłącznie Polaków. 26 mieszkańców było wyznania rzymskokatolickiego i 1 ewangelickiego. Wszyscy mieszkańcy osady byli mężczyznami. Współcześnie osada nie istnieje.
Po II wojnie światowej w granicach Związku Sowieckiego. Od 1991 w niepodległej Białorusi.